# Statek latający
Statek latający – urządzenie zdolne do poruszania się w atmosferze lub w przestrzeni kosmicznej dzięki przekazaniu energii ze statku na zewnątrz lub dzięki oddziaływaniu na bezpośrednio otaczające go medium (lub dzięki połączeniu tych dwóch sposobów). Statki latające dzielone są na statki powietrzne i statki kosmiczne.